# Marines (Espagne)
Pour les articles homonymes, voir Marines.
Marines (en valencien et en castillan) est une commune d'Espagne de la province de Valence dans la Communauté valencienne. Elle est située dans la comarque du Camp de Túria et dans la zone à prédominance linguistique castillane.

## Géographie

Localisation de Marines
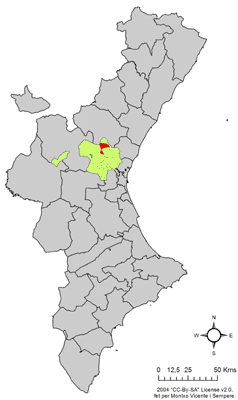
dans la Communauté valencienne.
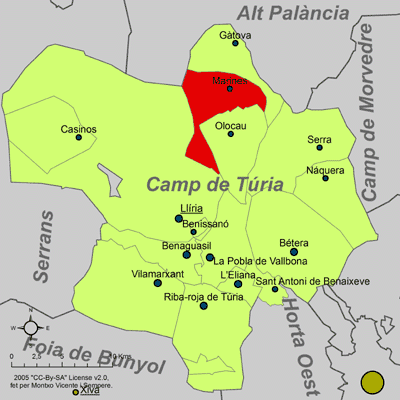
dans la comarque du Camp de Túria.

### Localités limitrophes
Le territoire communal de Marines est voisin de celui des communes suivantes :
Altura dans la province de Castellón, Llíria, Olocau et Gátova, situées dans la province de Valence.

## Démographie
| 1990  | 1992  | 1994  | 1996  | 1998  | 2000  | 2002  | 2004  | 2005  |
| ----- | ----- | ----- | ----- | ----- | ----- | ----- | ----- | ----- |
| 1 203 | 1 199 | 1 253 | 1 305 | 1 341 | 1 406 | 1 437 | 1 464 | 1 498 |

### Sources
- (es) Cet article est partiellement ou en totalité issu de l’article de Wikipédia en espagnol intitulé « Marines (Valencia) » (voir la liste des auteurs).